# Macrocentrus impressus
Macrocentrus impressus är en stekelart som beskrevs av Muesebeck 1932. Macrocentrus impressus ingår i släktet Macrocentrus och familjen bracksteklar. Inga underarter finns listade i Catalogue of Life.